# Василий Каразин
Васи́лий Наза́рович Кара́зин (на украински: Васи́ль Наза́рович Кара́зін; на руски: Вас′илий Наз′арович Кар′азин; 1773 – 1842) е руски и украински учен инженер, общественик, просветител, произхождащ от Слободска Украйна.
Той е виден деец на Руското просвещение. Инициатор е за създаването на Министерството на народното просвещение на Руската империя. Основател е на Харковския университет, който носи неговото име.

## Произход
Баща му е полковник Назар Каразин, който получава от Екатерина II поместието Кручик (днес село в Богодуховски район, Харковска област, Украйна). Майка му произхожда от украински казашки род.
Каразини са заселници от Балканите. Не е уточнен етническият им корен – има версии за сръбски, гръцки и български произход. Самият Василий Каразин се считал за етнически сърбин.
Според някои произхождат от българския род Караджи.